# São Bento do Sapucaí
Pour les articles homonymes, voir São Bento.
São Bento do Sapucaí est une municipalité brésilienne de l'État de São Paulo et la Microrégion de Campos do Jordão.